# Haidar Raad
Haidar Raad (arab. حيدر رعد, ur. 27 kwietnia 1991 w Bagdadzie) – iracki piłkarz występujący na pozycji bramkarza w drużynie Al-Karkh.

## Kariera piłkarska
Haidar Raad od początku kariery strzeże bramki zespołu Al-Karkh. W 2010 zadebiutował w reprezentacji Iraku. W 2011 został powołany na Puchar Azji.